# Oostenrijkse kampioenschappen mountainbike

Oostenrijkse kampioenstrui van een Staatsmeister, te herkennen aan het heraldische wapen.

De Oostenrijkse kampioenschappen mountainbike worden gehouden sinds 1997. In onderstaand overzicht zijn alleen de kampioenen bij de senioren (elite) meegenomen.

## Staatsmeister en Meister
In de onderstaande lijsten staan zowel Oostenrijkse Meister als Staatsmeister, zeg maar Kampioenen en Rijkskampioenen. De titel van Oostenrijkse Meister kan door sportbonden in alle categorieën worden vergeven. De titel van Staatsmeister kan alleen na erkenning door de Oostenrijkse Sportbond worden verleend, aan de kampioen over alle leeftijdscategorieën. De erkenning wordt alleen verleend aan internationaal erkende sporten die enige omvang hebben, bijvoorbeeld een wereldkampioenschap met zes of meer deelnemende landen. In 2022 was de dames Enduro nog niet erkend. In 2023 waren de disciplines, Cross Country (XCO), Downhill (DH), Eliminator (XCE), Enduro, Marathon (XCM) en Short-Track (XCC), bij zowel dames als heren erkend als Staatsmeisterschaft.

## Mannen

### Cross Country
| Jaar | Goud               | Zilver             | Brons               |       |
| ---- | ------------------ | ------------------ | ------------------- | ----- |
| 2023 | Max Foidl          | Gregor Raggl       | Michael Holland     | [ 2 ] |
| 2022 | Max Foidl          | Gregor Raggl       | Moritz Bscherer     | [ 3 ] |
| 2021 | Max Foidl          | Karl Markt         | Gregor Raggl        |       |
| 2020 | Karl Markt         | Max Foidl          | Gregor Raggl        |       |
| 2019 | Gregor Raggl       | Karl Markt         | Max Foidl           |       |
| 2018 | Gregor Raggl       | Maximilian Foidl   | Karl Markt          |       |
| 2017 | Gregor Raggl       | Karl Markt         | Uwe Hochenwarter    |       |
| 2016 | Karl Markt         | Alexander Gehbauer | Gregor Raggl        |       |
| 2015 | Gregor Raggl       | Karl Markt         | Alexander Gehbauer  |       |
| 2014 | Christoph Soukup   | Uwe Hochenwarter   | Hermann Pernsteiner |       |
| 2013 | Alexander Gehbauer | Karl Markt         | Christoph Soukup    |       |
| 2012 | Alexander Gehbauer | Hannes Metzler     | Karl Markt          |       |
| 2011 | Karl Markt         | Alban Lakata       | Simon Scheiber      |       |
| 2010 | Christoph Soukup   | Alban Lakata       | Karl Markt          |       |
| 2009 | Hannes Metzler     | Karl Markt         | Christoph Soukup    |       |
| 2008 | Christoph Soukup   | Roman Rametsteiner | Alban Lakata        |       |
| 2007 | Christoph Soukup   | Martin Kraler      | Hannes Metzler      |       |
| 2006 | Martin Kraler      | Hannes Metzler     | Karl Markt          |       |
| 2005 | Christoph Soukup   | Hannes Metzler     | Alban Lakata        |       |
| 2004 | Michael Weiss      | Roman Rametsteiner | Alban Lakata        |       |
| 2003 | Christoph Soukup   | Michael Weiss      | Kurt Pospichal      |       |
| 2002 | Peter Presslauer   | Kurt Pospichal     | Georg Koch          |       |
| 2001 | Siegfried Bauer    | Kurt Pospichal     | Robert Kircher      |       |
| 2000 | Robert Kircher     | Christian Hilbe    | Kurt Pospichal      |       |
| 1999 | Siegfried Zorn     | Roman Rametsteiner | Gottfried Hatz      |       |
| 1998 | Kurt Pospichal     | Ekkehard Dörschlag | Martin Kraler       |       |
| 1997 | Ekkehard Dörschlag |                    |                     |       |

### Marathon
| Jaar | Goud                | Zilver              | Brons               |       |
| ---- | ------------------- | ------------------- | ------------------- | ----- |
| 2023 | Daniel Geismayr     | Alban Lakata        | Manuel Pliem        | [ 4 ] |
| 2022 | Daniel Geismayr     | Alban Lakata        | Karl Markt          | [ 5 ] |
| 2021 | Alban Lakata        | Gregor Raggl        | Karl Markt          |       |
| 2020 | Alban Lakata        | Daniel Geismayr     | Daniel Federspiel   |       |
| 2019 | Daniel Geismayr     | Alban Lakata        | Philip Handl        | [ 6 ] |
| 2018 | Daniel Geismayr     | Alban Lakata        | Manuel Pliem        | [ 7 ] |
| 2017 | Daniel Geismayr     | Hermann Pernsteiner | Alban Lakata        | [ 8 ] |
| 2016 | Christoph Soukup    | Alban Lakata        | Daniel Geismayr     |       |
| 2015 | Alban Lakata        | Hermann Pernsteiner | Daniel Geismayr     |       |
| 2014 | Christoph Soukup    | Daniel Geismayr     | Hermann Pernsteiner |       |
| 2013 | Christoph Soukup    | Daniel Gaismayr     | Hermann Pernsteiner |       |
| 2012 | Christoph Soukup    | David Schöggl       | Hannes Metzler      |       |
| 2011 | Alban Lakata        | Jakob Nimpf         | Georg Koch          |       |
| 2010 | Alban Lakata        | Daniel Gaismayr     | Thomas Strobl       |       |
| 2009 | Alban Lakata        | Heinz Verbnjak      | Jakob Nimpf         |       |
| 2008 | Alban Lakata        | Daniel Federspiel   | Karl Markt          |       |
| 2007 | Karl Markt          | Daniel Federspiel   | Silvio Wieltschnig  |       |
| 2006 | Heinz Verbnjak      | Karl Markt          | Roman Rametsteiner  |       |
| 2005 | Karl Markt          | Georg Koch          | Alban Lakata        |       |
| 2004 | Alban Lakata        | Martin Kraler       | Karl Markt          |       |
| 2003 | Martin Kraler       | Siegfried Bauer     | Georg Koch          |       |
| 2002 | Hans-Peter Obwaller | Gerald Meinhardt    | Alban Lakata        |       |
| 2001 | Christoph Soukup    | Branko Grah         | Martin Kraler       |       |
| 2000 | Kurt Pospichal      | Martin Kraler       | Jürgen Pratl        |       |

### Downhill
| Jaar | Goud                | Zilver              | Brons               |        |
| ---- | ------------------- | ------------------- | ------------------- | ------ |
| 2023 | David Trummer       | Boris Holz-Tetzlaff | Andreas Kolb        | [ 9 ]  |
| 2022 | David Trummer       | Noah Hofmann        | Moritz Ribarich     | [ 10 ] |
| 2021 | David Trummer       | Andreas Kolb        | Christof Stulik     |        |
| 2020 | David Trummer       | Andreas Kolb        | Kilian Schnöller    |        |
| 2019 | David Trummer       | Andreas Kolb        | Boris Tetzlaff      | [ 11 ] |
| 2018 | David Trummer       | Andreas Kolb        | Elias Schwärzler    |        |
| 2017 | Markus Pekoll       | Boris Tetzlaff      | Michael Feichtinger |        |
| 2016 | Fabio Wibmer        | Manuel Gruber       | Erich Wieland       |        |
| 2015 | David Trummer       | Markus Pekoll       | Andreas Kolb        |        |
| 2014 | Markus Pekoll       | Boris Tetzlaff      | David Trummer       |        |
| 2013 | Manuel Gruber       | David Trummer       | Boris Tetzlaff      |        |
| 2012 | Mathias Haas        | Markus Pekoll       | Manuel Gruber       |        |
| 2011 | Markus Pekoll       | Boris Tezlaff       | Mathias Haas        |        |
| 2010 | Markus Pekoll       | Boris Tezlaff       | Benedikt Purner     |        |
| 2009 | Boris Tezlaff       | Markus Pekoll       | Mario Sieder        |        |
| 2008 | Markus Pekoll       | Michael Staufer     | Mathias Haas        |        |
| 2007 | Markus Pekoll       | Mario Sieder        | Michael Staufer     |        |
| 2006 | Mathias Haas        | Rüdiger Jahnel      | Roland Seereiner    |        |
| 2005 | Mathias Haas        | Walter Martinschitz | Markus Petschenig   |        |
| 2004 | Walter Martinschitz | Michael Staufer     | Michael Gölles      |        |
| 2003 | Michael Staufer     | Markus Petschenig   | Walter Martinschitz |        |
| 2002 | Michael Staufer     | Michael Gölles      | Rüdiger Jahnel      |        |
| 2001 | Mathias Haas        | Rüdiger Jahnel      | Harald Deutschmann  |        |
| 2000 | Michael Gölles      | Markus Petschenig   | Mathias Haas        |        |
| 1999 | Richard Pall        | Peter Peherstorfer  | Martin Pyffrader    |        |
| 1998 | Richard Pall        | Markus Petschenig   | Edwin Gosch         |        |
| 1997 | Markus Frühwirth    |                     |                     |        |

### Cross-country Eliminator
| Jaar | Goud              | Zilver           | Brons               |        |
| ---- | ----------------- | ---------------- | ------------------- | ------ |
| 2023 | Theo Hauser       | Dominik Gaßner   | Franz-Josef Lässer  | [ 12 ] |
| 2022 | Kilian Feurstein  | Theo Hauser      | Alexander Hammerle  | [ 13 ] |
| 2021 | Daniel Federspiel | Theo Hauser      | Killian Feurstein   |        |
| 2020 | Theo Hauser       | Michael Holland  | Killian Feurstein   |        |
| 2019 | Elias Tranninger  | Maximilian Foidl | Tobias Peterstorfer |        |
| 2018 | Daniel Federspiel | Elias Tranninger | Daniel Geismayr     |        |
| 2017 | Daniel Federspiel | Pius Ilg         | Michael Holland     |        |
| 2016 | Gregor Raggl      | Karl Markt       | Elias Hagspiel      |        |
| 2015 | Daniel Federspiel | Michael Mayer    | Fabian Costa        |        |
| 2014 | Daniel Federspiel | Gregor Raggl     | Simon Scheiber      |        |
| 2013 | Daniel Federspiel | Gregor Raggl     | Simon Scheiber      |        |
| 2012 | Daniel Federspiel | Michael Mayer    | Hannes Metzler      |        |

### Enduro
| Jaar | Goud             | Zilver           | Brons               |        |
| ---- | ---------------- | ---------------- | ------------------- | ------ |
| 2023 | Kevin Maderegger | Noah Hofmann     | Boris Holz-Tetzlaff | [ 14 ] |
| 2022 | Daniel Schemmel  | Kevin Maderegger | Peter Mihalkovits   | [ 15 ] |
| 2021 | Daniel Schemmel  | Max Fejer        | Peter Mihalkovits   |        |
| 2020 | Max Fejer        | Daniel Schemmel  | Maximilian Trafella |        |
| 2019 | Max Fejer        | Matthias Stonig  | Kevin Maderegger    | [ 16 ] |
| 2018 | Kevin Maderegger | Manuel Gruber    | Max Trafella        | [ 17 ] |
| 2017 | Markus Pekoll    | Matthias Stonig  | Kevin Maderegger    | [ 18 ] |
| 2016 | Gerd Skant       | Manuel Gruber    | Peter Mihalkovits   |        |

### Pump Track
| Jaar | Goud          | Zilver              | Brons         |        |
| ---- | ------------- | ------------------- | ------------- | ------ |
| 2023 | Eric Seifried | Suljo-Marcel Sejdic | Hannes Slavik | [ 19 ] |

### Cross-country Short-Track
| Jaar | Goud             | Zilver      | Brons            |        |
| ---- | ---------------- | ----------- | ---------------- | ------ |
| 2022 | Gregor Raggl     | Max Foidl   | Kilian Feurstein | [ 20 ] |
| 2021 | Gregor Raggl     | Max Foidl   | Moritz Bscherer  | [ 21 ] |
| 2020 | Kilian Feurstein | Theo Hauser | Julius Scherrer  |        |

## Vrouwen

### Cross Country
| Jaar | Goud               | Zilver             | Brons                        |        |
| ---- | ------------------ | ------------------ | ---------------------------- | ------ |
| 2023 | Mona Mitterwallner | Katharina Sadnik   | Tamara Wiedmann              | [ 22 ] |
| 2022 | Mona Mitterwallner | Tamara Wiedmann    | Corina Druml                 | [ 3 ]  |
| 2021 | Mona Mitterwallner | Laura Stigger      | Anna Spielmann               |        |
| 2020 | Laura Stigger      | Elisabeth Osl      | Corina Druml                 |        |
| 2019 | Laura Stigger      | Lisa Pasteiner     | Corina Druml                 |        |
| 2018 | Elisabeth Osl      | Lisa Pasteiner     | Corina Druml                 |        |
| 2017 | Elisabeth Osl      | Anna Spielmann     | Nadja Heigl                  |        |
| 2016 | Elisabeth Osl      | Nadja Heigl        | Lisa Mitterbauer             |        |
| 2015 | Lisa Mitterbauer   | Nadja Heigl        | Tina Kindlhofer              |        |
| 2014 | Elisabeth Osl      | Lisa Mitterbauer   | Christina Kollmann           |        |
| 2013 | Elisabeth Osl      | Lisa Mitterbauer   | Christina Kollmann           |        |
| 2012 | Lisa Mitterbauer   | Christina Kollmann | Elisabeth Unterbuchschachner |        |
| 2011 | Elisabeth Osl      | Lisa Mitterbauer   | Maria Osl                    |        |
| 2010 | Elisabeth Osl      | Maria Osl          | Lisa Mitterbauer             |        |
| 2009 | Elisabeth Osl      | Lisa Mitterbauer   | Petra Marchart               |        |
| 2008 | Elisabeth Osl      | Maria Osl          | Stephanie Wiedner            |        |
| 2007 | Elisabeth Osl      | Maria Osl          | Stephanie Wiedner            |        |
| 2006 | Elisabeth Osl      | Maria Osl          | Birgit Braumann              |        |
| 2005 | Niet gehouden      | Niet gehouden      | Niet gehouden                |        |
| 2004 | Bärbel Jungmeier   | Elisabeth Osl      | Monika Schachl               |        |
| 2003 | Petra Schörkmayer  | Bärbel Jungmeier   | Elisabeth Osl                |        |
| 2002 | Hildegard Embacher | Petra Schörkmayer  | Bärbel Jungmeier             |        |
| 2001 | Birgit Braumann    | Hildegard Embacher | Bärbel Jungmeier             |        |
| 2000 | Hildegard Embacher | Birgit Braumann    | Bärbel Jungmeier             |        |
| 1999 | Ulrike Baumgartner | Hildegard Embacher | Bärbel Jungmeier             |        |
| 1998 | Hildegard Embacher | Bärbel Jungmeier   | Regina Hainzl                |        |
| 1997 | Regina Hainzl      |                    |                              |        |

### Marathon
| Jaar | Goud                | Zilver                   | Brons                        |        |
| ---- | ------------------- | ------------------------ | ---------------------------- | ------ |
| 2022 | Angelika Tazreiter  | Clara Sommer             | Sabine Sommer                | [ 5 ]  |
| 2021 | Angelika Tazreiter  | Julia Gierlinger         | Anna Hofmann                 | [ 23 ] |
| 2020 | Sabine Sommer       | Barbara Mayer            | Karoline Neumüller           |        |
| 2019 | Sabine Sommer       | Barbara Mayer            | Anna Hofmann                 | [ 6 ]  |
| 2018 | Angelika Tazreiter  | Barbara Mayer            | Alina Reichert               | [ 7 ]  |
| 2017 | Angelika Tazreiter  | Sabine Sommer            | Carmen Buchacher             | [ 8 ]  |
| 2016 | Sabine Sommer       | Angelika Tazreiter       | Carmen Buchacher             |        |
| 2015 | Christina Kollmann  | Sabine Sommer            | Viktoria Zeller              |        |
| 2014 | Sabine Sommer       | Petra Marchart-Robeischl | Angelika Tazreiter           |        |
| 2013 | Christina Kollmann  | Verena Krenslehner       | Sabine Sommer                |        |
| 2012 | Verena Krenslehner  | Lisa Pleyer              | Sabine Sommer                |        |
| 2011 | Verena Krenslehner  | Christina Verhas         | Maria Osl                    |        |
| 2010 | Theresia Kellermayr | Verena Krenslehner       | Elisabeth Unterbuchschachner |        |
| 2009 | Maria Osl           | Nina Duftner             | Ruth Hagen                   |        |
| 2008 | Maria Osl           | Theresia Kellermayr      | Ruth Hagen                   |        |
| 2007 | Bärbel Jungmeier    | Maria Osl                | Monika Schachl               |        |
| 2006 | Doris Posch         | Birgit Kafka             | Ruth Hagen                   |        |
| 2005 | Niet gehouden       | Niet gehouden            | Niet gehouden                |        |
| 2004 | Monika Schachl      | Martina Deubler          | Doris Posch                  |        |
| 2003 | Martina Deubler     | Bärbel Jungmeier         | Petra Schörkmayer            |        |
| 2002 | Hildegard Embacher  | Monika Schachl           | Petra Musenbichler           |        |
| 2001 | Hildegard Embacher  | Bärbel Jungmeier         | Petra Schörkmayer            |        |
| 2000 | Manuela Grünzweil   | Elisabeth Hager          | Heidelinde Kuwal             |        |

### Downhill
| Jaar | Goud                 | Zilver                   | Brons                    |        |
| ---- | -------------------- | ------------------------ | ------------------------ | ------ |
| 2023 | Valentina Höll       | Hanna Steinthaler        | Kerstin Sallegger        | [ 9 ]  |
| 2022 | Valentina Höll       | Kerstin Sallegger        | Marlena Neissl           | [ 10 ] |
| 2021 | Sophie Gutöhrle      | Marlene Neissl           | Elke Rabeder             |        |
| 2020 | Valentina Höll       | Angelika Hohenwarter     | Helene Fruhwirth         |        |
| 2019 | Valentina Höll       | Elke Rabeder             | Helene Fruhwirth         | [ 11 ] |
| 2018 | Petra Bernhard       | Simone Wechselberger     | Elke Rabeder             |        |
| 2017 | Petra Bernhard       | Simone Wechselberger     | Elke Rabeder             |        |
| 2016 | Simone Wechselberger | Helene Frühwirth         | Kathrin Wutte            |        |
| 2015 | Elke Rabeder         | Simone Wechselberger     | Lisa Ribarich            |        |
| 2014 | Elke Rabeder         | Birgit Braumann          | Kathrin Wutte            |        |
| 2013 | Petra Bernhard       | Elke Rabeder             | Helene Frühwirth         |        |
| 2012 | Anita Molcik         | Petra Bernhard           | Elke Rabeder             |        |
| 2011 | Petra Bernhard       | Helene Valerie Frühwirth | Elke Rabeder             |        |
| 2010 | Niet gehouden        | Niet gehouden            | Niet gehouden            |        |
| 2009 | Niet gehouden        | Niet gehouden            | Niet gehouden            |        |
| 2008 | Petra Bernhard       | Anita Molcik             | Helene Valerie Frühwirth |        |
| 2007 | Niet gehouden        | Niet gehouden            | Niet gehouden            |        |
| 2006 | Niet gehouden        | Niet gehouden            | Niet gehouden            |        |
| 2005 | Niet gehouden        | Niet gehouden            | Niet gehouden            |        |
| 2004 | Petra Bernhard       | Anita Molcik             | Angelika Hohenwarter     |        |
| 2003 | Petra Bernhard       | Anita Molcik             | Helene Valerie Frühwirth |        |
| 2002 | Anita Molcik         | Petra Bernhard           | Helene Valerie Frühwirth |        |
| 2001 | Petra Bernhard       | Anita Molcik             | Petra Osbitsch           |        |
| 2000 | Petra Bernhard       | Petra Osbitsch           | Helene Valerie Frühwirth |        |
| 1999 | Anita Molcik         | Petra Osbitsch           | Petra Bernhard           |        |
| 1998 | Florentina Möser     | Nathalie Phelps          | Anna-Maria König         |        |
| 1997 | Natalie Phelps       |                          |                          |        |

### Cross-country Eliminator
| Jaar | Goud             | Zilver           | Brons                 |        |
| ---- | ---------------- | ---------------- | --------------------- | ------ |
| 2023 | Corina Druml     | Fiona Klien      | Valentina Gruber      | [ 12 ] |
| 2022 | Laura Stigger    | Corina Druml     | Katharina Sadnik      | [ 13 ] |
| 2021 | Laura Stigger    | Corina Druml     | Cornelia Holland      |        |
| 2020 | Cornelia Holland | Viktoria Gratzer | Valentina Gruber      |        |
| 2019 | Lisa Pasteiner   | Lena Höller      | Anna Lena Wagner      |        |
| 2018 | Laura Stigger    | Corina Druml     | Tamara Wiedmann       |        |
| 2017 | Niet gehouden    | Niet gehouden    | Niet gehouden         |        |
| 2016 | Nadja Heigl      | Corina Druml     | Chiara Kopp           |        |
| 2015 | Niet gehouden    | Niet gehouden    | Niet gehouden         |        |
| 2014 | Niet gehouden    | Niet gehouden    | Niet gehouden         |        |
| 2013 | Lisa Mitterbauer | Tina Kindlhofer  | Franziska Niederacher |        |

### Enduro
| Jaar | Goud              | Zilver           | Brons                |        |
| ---- | ----------------- | ---------------- | -------------------- | ------ |
| 2023 | Hanna Steinthaler | Cornelia Holland | Fiona Klien          | [ 14 ] |
| 2022 | Hanna Steinthaler | Cornelia Holland | Fiona Klien          | [ 15 ] |
| 2021 | Cornelia Holland  | Petra Bernhard   | Yana Dobnig          |        |
| 2020 | Cornelia Holland  | Viktoria Gratzer | Fiona Klien          |        |
| 2019 | Yana Dobnig       | Birgit Braumann  | Helene Fruhwirth     | [ 16 ] |
| 2018 | Petra Bernhard    | Yana Dobnig      | Birgit Braumann      | [ 17 ] |
| 2017 | Petra Bernhard    | Yana Dobnig      | Anna-Maria Langmann  | [ 18 ] |
| 2016 | Birgit Braumann   | Petra Bernhard   | Angelika Hohenwarter |        |

### Pump Track
| Jaar | Goud             | Zilver           | Brons        |        |
| ---- | ---------------- | ---------------- | ------------ | ------ |
| 2023 | Alexandra Eckert | Valentina Gruber | Elke Rabeder | [ 19 ] |

### Cross-country Short-Track
| Jaar | Goud             | Zilver           | Brons           |        |
| ---- | ---------------- | ---------------- | --------------- | ------ |
| 2022 | Laura Stigger    | Corina Druml     | Tamara Wiedmann | [ 20 ] |
| 2021 | Laura Stigger    | Corina Druml     | Anna Spielmann  | [ 21 ] |
| 2020 | Cornelia Holland | Viktoria Gratzer | Tamara Wiedmann |        |